# Deelgebieden van Rusland
Rusland is een federatie die bestaat uit 89 deelgebieden (Russisch: субъект(ы); subjekty, enkelvoud subjekt). Deze deelgebieden hebben een gelijke vertegenwoordiging in de federatieraad (twee afgevaardigden per deelgebied), maar verschillen in autonomie.

## Zes categorieën
Rusland onderscheidt de onderstaande zes verschillende categorieën:
1. 21 republieken (staten) (Russisch: республики) - in theorie autonoom met in theorie het recht om zich af te scheiden. Elk van deze republieken heeft een eigen grondwet, president en parlement. Ook zijn zij bij de federale Russische overheid bij buitenlandse zaken vertegenwoordigd. Elk van deze gebieden is een thuisland voor een specifieke etnische minderheid. In 2000 zijn, onder meer door de oorlogen in Tsjetsjenië, de rechten van deze gebieden echter weer wat ingeperkt. Rusland noemt ze zelf overigens gewoon "republieken" (zonder "autonoom" ervoor). (groen weergegeven hieronder)
2. 46 oblasten (provincies) (Russisch: области) - de standaard-provincies met een door de Russische president benoemde gouverneur en lokaal verkozen wetgevende organen. De wetgevende organen worden echter gecontroleerd door de gouverneurs-generaal, die de wetgeving in Rusland gelijk moeten trekken en die ook door de Russische president worden benoemd. (donkerder bruin weergegeven)
3. 9 krajs (territoria/frontiergebieden) (Russisch: края) - politiek gelijkstaand aan oblasten, maar dunner bevolkt, groter qua oppervlakte en meer perifeer gelegen. (lichtbruin weergegeven)
4. 1 autonome oblast (Russisch: автономная область) - dit door Stalin aangewezen voormalige thuisland voor Joden is een overblijfsel van de staatkundige indeling van de Sovjet-Unie en de enige oblast waar naast het Russisch ook een andere taal als officieel geldt (Jiddisch). De Joodse bevolking binnen het gebied is echter sterk afgenomen en maakt nu nog maar een zeer klein deel van de bevolking uit. (blauw weergegeven)
5. 4 autonome districten (Russisch: автономные округа) - binnen oblasten gelegen gebieden van etnische minderheden. Deze volkeren zijn meestal klein in aantal en (daardoor) in macht en hebben minder autonomie dan de republieken, maar wel meer dan de oblasten. (oranje weergegeven)
6. 3 federale steden (Russisch: федеральные города) - aparte regio's voor de 2 grootste steden (Moskou en Sint-Petersburg). Daarnaast wordt ook Sebastopol door de Russische overheid als Federale stad aangemerkt en als zodanig bestuurd, niettegenstaande de veroordeling door de Westerse wereld en Oekraïne van de derhalve eenzijdige Russische annexatie van de Krim op 18 maart 2014. Federale steden zijn deelgebieden met een status die men kan vergelijken met die van oblasten. (rood weergegeven)

De Russische Federatie bestond in 1993 uit 89 deelgebieden. Fusies verminderden het aantal tot 83 tegen 2008. Rusland annexeerde de Krim van Oekraïne in 2014, waarbij de Russische regering beweerde dat Sebastopol en de Republiek Krim de 84e en 85e deelgebieden van Rusland waren, een stap die internationaal niet wordt erkend. Tijdens de Russische invasie van Oekraïne in 2022 werden vier Oekraïense oblasten door Rusland geannexeerd, hoewel ze internationaal erkend blijven als onderdeel van Oekraïne en slechts gedeeltelijk door Rusland worden bezet.

## Toekomstige ontwikkelingen
Momenteel poogt de Russische federale overheid tot een kleiner aantal bestuurlijke eenheden te komen. De voorzitter van de Doema, Gennadi Seleznjov heeft aangegeven dat gestreefd wordt naar een aantal van rond de 40. Deze gebieden zouden dan door hun grootte krajs moeten worden. Voor herindeling van de gebieden is echter wel per deelgebied een stemming vereist waarbij de meerderheid van de bevolking aangeeft aansluiting te willen bij of samen te willen gaan met een ander deelgebied. Als dit voltooid zou zijn, zouden de 7 federale districten weer moeten verdwijnen. Er werd door analist Markedonov van het instituut voor politieke en militaire analyse van de Staatsuniversiteit van Moskou echter gesteld dat zodra er te veel verzet tegen een federaal voorstel komt, de president, die het laatste woord heeft bij hervormingen, deze vaak niet door laat gaan. 

### Samenvoegingen

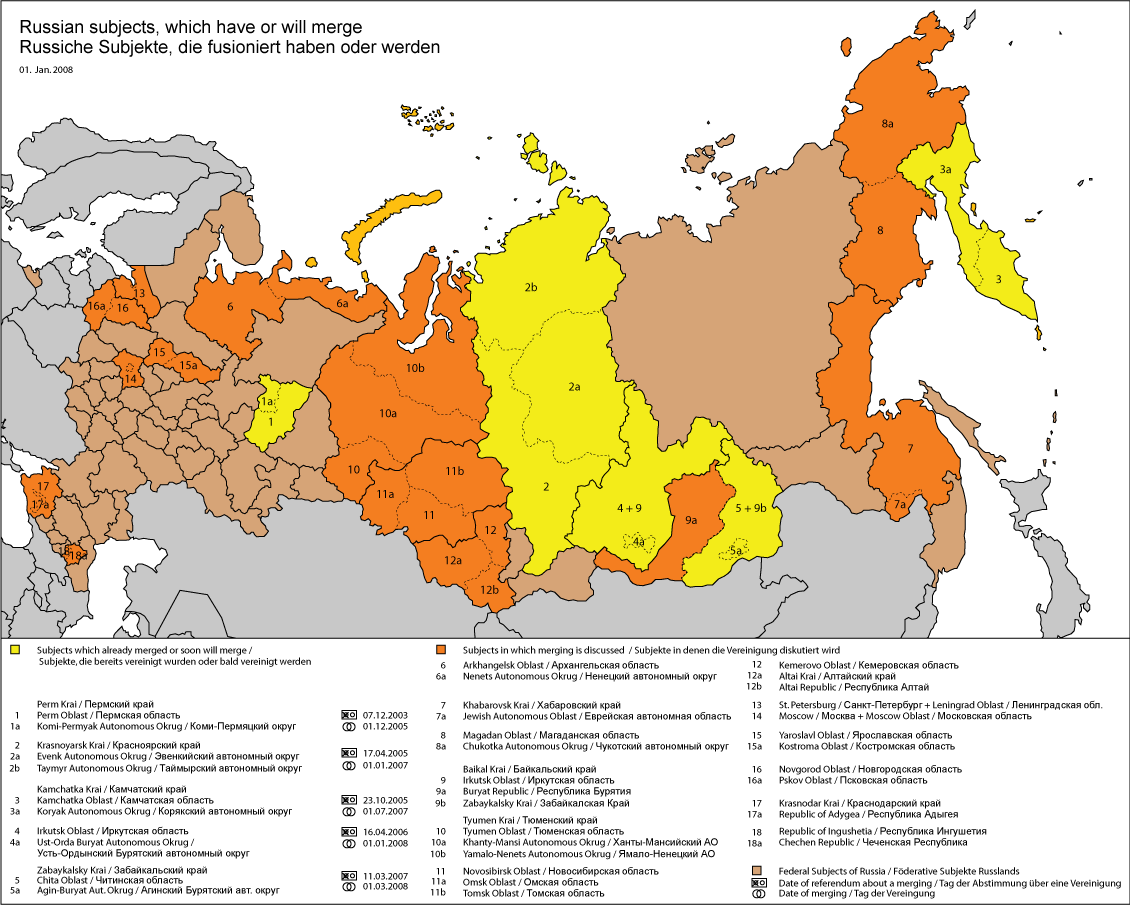

#### Gerealiseerd
- 1 december 2005: Oblast Perm en Permjakië tot kraj Perm (referendum gehouden op: 7 december 2003).
- 1 januari 2007: Opname Evenkië en Tajmyr in kraj Krasnojarsk (referendum gehouden op: 17 april 2005).
- 1 juli 2007: Korjakië en oblast Kamtsjatka tot kraj Kamtsjatka (referendum gehouden op: 23 oktober 2005).
- 1 januari 2008: Opname Oest-Orda Boerjatië in oblast Irkoetsk (referendum gehouden op 16 april 2006).
- 1 maart 2008: Samenvoegen van het autonome district Aga-Boerjatië met oblast Tsjita tot de kraj Transbaikal (referendum gehouden op 11 maart 2007).

#### Voorstellen
- Samenvoegen van het autonome districten Chanto-Mansië en Jamalië en oblast Tjoemen tot kraj Tjoemen
- Samenvoegen van de federale stad Moskou met oblast Moskou
- Samenvoegen van de federale stad Sint-Petersburg met oblast Leningrad
- Samenvoegen van oblast Archangelsk, oblast Moermansk, de republiek Komi en het autonome district Nenetsië tot een Noordelijke of Arctische kraj, of een Republiek van Pomoren-Nenetsen.
- Samenvoegen van de republiek Adygea met kraj Krasnodar. Er is sprake van verzet tegen dit voorstel door de president van Adygea, ex-oliebaron Chazret Sovmen.

## Deelgebieden
In de onderstaande tabel staan alle deelgebieden met hun oppervlakte, inwoners (volkstelling 2002), hoofdstad, gerangschikt op categorie en ISO 3166-2 (kadasternummer en code).
| Nr.                                                                  | Code                                   | Deelgebied                             | Oppervlakte                            | Inwoners                               | Taal                                   | Bestuurlijk centrum                    | GM                                     | SD                                     |
| Republieken - республики - respoebliki                               | Republieken - республики - respoebliki | Republieken - республики - respoebliki | Republieken - республики - respoebliki | Republieken - республики - respoebliki | Republieken - республики - respoebliki | Republieken - республики - respoebliki | Republieken - республики - respoebliki | Republieken - республики - respoebliki |
| -------------------------------------------------------------------- | -------------------------------------- | -------------------------------------- | -------------------------------------- | -------------------------------------- | -------------------------------------- | -------------------------------------- | -------------------------------------- | -------------------------------------- |
| 01                                                                   | AD                                     | Adygea                                 | 7.600                                  | 447.109                                | Adygees                                | Majkop                                 | 7                                      | 2                                      |
| 02                                                                   | BA                                     | Basjkirostan (Basjkortostan)           | 143.600                                | 4.104.336                              | Basjkiers                              | Oefa                                   | 10                                     | 1                                      |
| 03                                                                   | BU                                     | Boerjatië                              | 351.300                                | 981.238                                | Boerjatisch                            | Oelan-Oede                             | 21                                     | 2                                      |
| 04                                                                   | AL                                     | Altaj                                  | 92.600                                 | 202.947                                | Altajs                                 | Gorno-Altajsk                          | 10                                     | 1                                      |
| 05                                                                   | DA                                     | Dagestan                               | 50.300                                 | 2.576.531                              | Diverse talen                          | Machatsjkala                           | 41                                     | 10                                     |
| 15                                                                   | IN                                     | Ingoesjetië                            | 3.400                                  | 467.294                                | Ingoesjetisch                          | Magas                                  |                                        |                                        |
| 07                                                                   | KB                                     | Kabardië-Balkarië                      | 12.500                                 | 901.494                                | Kabardijns & Karatsjaj-Balkaars        | Naltsjik                               | 10                                     | 3                                      |
| 08                                                                   | KL                                     | Kalmukkië                              | 76.100                                 | 292.410                                | Kalmuks                                | Elista                                 | 13                                     | 1                                      |
| 09                                                                   | KC                                     | Karatsjaj-Tsjerkessië                  | 14.100                                 | 439.470                                | Kabardijns & Karatsjaj-Balkaars        | Tsjerkessk                             | 8                                      | 2                                      |
| 10                                                                   | KR                                     | Karelië                                | 172.400                                | 716.281                                | Karelisch                              | Petrozavodsk                           | 16                                     | 2                                      |
| 11                                                                   | KO                                     | Komi                                   | 415.900                                | 1.018.674                              | Zurjeens                               | Syktyvkar                              | 15                                     | 5                                      |
| 12                                                                   | ME                                     | Mari El                                | 23.200                                 | 727.979                                | Mari                                   | Josjkar-Ola                            | 14                                     | 3                                      |
| 13                                                                   | MO                                     | Mordovië                               | 26.200                                 | 888.766                                | Mordwiens                              | Saransk                                | 22                                     | 1                                      |
| 14                                                                   | SA                                     | Jakoetië (Sacha)                       | 3.103.000                              | 949.280                                | Jakoets                                | Jakoetsk                               | 34                                     | 2                                      |
| 06                                                                   | SE                                     | Noord-Ossetië (Alanië)                 | 8.000                                  | 710.275                                | Ossetisch                              | Vladikavkaz                            | 8                                      | 1                                      |
| 16                                                                   | TA                                     | Tatarije (Tatarstan)                   | 68.000                                 | 3.779.265                              | Tataars                                | Kazan                                  | 43                                     | 2                                      |
| 17                                                                   | TY                                     | Toeva (of Tuva)                        | 170.500                                | 305.510                                | Toevaans                               | Kyzyl                                  | 17                                     | 2                                      |
| 18                                                                   | UD                                     | Oedmoertië                             | 42.100                                 | 1.570.316                              | Oedmoerts                              | Izjevsk                                |                                        |                                        |
| 19                                                                   | KK                                     | Chakassië                              | 61.900                                 | 546.072                                | Chakassisch                            | Abakan                                 | 8                                      | 5                                      |
| 20                                                                   | CE                                     | Tsjetsjenië                            | 15.900                                 | 1.103.686                              | Tsjetsjeens                            | Grozny                                 |                                        |                                        |
| 21                                                                   | CU                                     | Tsjoevasjië                            | 18.300                                 | 1.313.754                              | Tsjoevasjisch                          | Tsjeboksary                            | 21                                     | 5                                      |
| Krajs - края - kraja (ofwel regio, district, territorium, provincie) |                                        |                                        |                                        |                                        |                                        |                                        |                                        |                                        |
| 22                                                                   | ALT                                    | Altaj                                  | 169.100                                | 2.607.426                              | Russisch                               | Barnaoel                               | 60                                     | 12                                     |
| 23                                                                   | KDA                                    | Krasnodar                              | 76.000                                 | 5.125.221                              | Russisch                               | Krasnodar                              | 37                                     | 11                                     |
| 25                                                                   | PRI                                    | Primorje                               | 165.900                                | 2.071.210                              | Russisch                               | Vladivostok                            | 22                                     | 12                                     |
| 26                                                                   | STA                                    | Stavropol                              | 66.500                                 | 2.735.139                              | Russisch                               | Stavropol                              | 26                                     | 9                                      |
| 27                                                                   | KHA                                    | Chabarovsk                             | 788.600                                | 1.436.570                              | Russisch                               | Chabarovsk                             |                                        |                                        |
| 24                                                                   | KYA                                    | Krasnojarsk                            | 2.339.700                              | 2.966.042                              | Russisch                               | Krasnojarsk                            |                                        |                                        |
| 41                                                                   | KAM                                    | Kamtsjatka                             | 472.300                                | 358.801                                | Russisch                               | Petropavlovsk-Kamtsjatski              | 11                                     | 3                                      |
| 90                                                                   | PER                                    | Perm                                   | 160.600                                | 2.819.421                              | Russisch                               | Perm                                   |                                        |                                        |
| 75                                                                   | ZAB                                    | Transbaikal                            | 431.500                                | 1.155.346                              | Russisch                               | Tsjita                                 | 28                                     | 4                                      |
| Oblasten - области - oblasti                                         |                                        |                                        |                                        |                                        |                                        |                                        |                                        |                                        |
| 28                                                                   | AMU                                    | Amoer                                  | 363.700                                | 902.844                                | Russisch                               | Blagovesjtsjensk                       |                                        |                                        |
| 29                                                                   | ARK                                    | Archangelsk                            | 587.400                                | 1.336.539                              | Russisch                               | Archangelsk                            | 19                                     | 7                                      |
| 30                                                                   | AST                                    | Astrachan                              | 44.100                                 | 1.005.276                              | Russisch                               | Astrachan                              | 11                                     | 2                                      |
| 31                                                                   | BEL                                    | Belgorod                               | 27.100                                 | 1.511.620                              | Russisch                               | Belgorod                               | 21                                     | 1                                      |
| 32                                                                   | BRY                                    | Brjansk                                | 34.900                                 | 1.378.941                              | Russisch                               | Brjansk                                | 27                                     | 7                                      |
| 33                                                                   | VLA                                    | Vladimir                               | 29.000                                 | 1.523.990                              | Russisch                               | Vladimir                               | 16                                     | 5                                      |
| 34                                                                   | VGG                                    | Wolgograd                              | 113.900                                | 2.699.223                              | Russisch                               | Wolgograd                              | 33                                     | 6                                      |
| 35                                                                   | VLG                                    | Vologda                                | 145.700                                | 1.269.568                              | Russisch                               | Vologda                                | 26                                     | 2                                      |
| 36                                                                   | VOR                                    | Voronezj                               | 52.400                                 | 2.378.803                              | Russisch                               | Voronezj                               | 31                                     | 3                                      |
| 37                                                                   | IVA                                    | Ivanovo                                | 21.800                                 | 1.148.329                              | Russisch                               | Ivanovo                                | 21                                     | 6                                      |
| 38                                                                   | IRK                                    | Irkoetsk                               | 767.900                                | 2.581.705                              | Russisch                               | Irkoetsk                               | 27                                     | 9                                      |
| 39                                                                   | KGD                                    | Kaliningrad                            | 15.100                                 | 955.281                                | Russisch                               | Kaliningrad                            | 19                                     | 3                                      |
| 40                                                                   | KLU                                    | Kaloega                                | 29.900                                 | 1.041.641                              | Russisch                               | Kaloega                                | 24                                     | 2                                      |
| 42                                                                   | KEM                                    | Kemerovo                               | 95.500                                 | 2.899.142                              | Russisch                               | Kemerovo                               | 28                                     | 16                                     |
| 43                                                                   | KIR                                    | Kirov                                  | 120.800                                | 1.503.529                              | Russisch                               | Kirov                                  | 39                                     | 6                                      |
| 44                                                                   | KOS                                    | Kostroma                               | 60.100                                 | 736.641                                | Russisch                               | Kostroma                               | 24                                     | 6                                      |
| 45                                                                   | KGN                                    | Koergan                                | 71.000                                 | 1.019.532                              | Russisch                               | Koergan                                | 24                                     | 2                                      |
| 46                                                                   | KRS                                    | Koersk                                 | 29.800                                 | 1.235.091                              | Russisch                               | Koersk                                 | 28                                     | 5                                      |
| 47                                                                   | LEN                                    | Leningrad                              | 84.000                                 | 1.669.205                              | Russisch                               | Sint-Petersburg                        | 17                                     | 1                                      |
| 48                                                                   | LIP                                    | Lipetsk                                | 24.100                                 | 1.213.499                              | Russisch                               | Lipetsk                                | 18                                     | 2                                      |
| 49                                                                   | MAG                                    | Magadan                                | 461.400                                | 182.726                                | Russisch                               | Magadan                                | 8                                      | 1                                      |
| 50                                                                   | MOS                                    | Moskou                                 | 46.000                                 | 6.618.538                              | Russisch                               | Moskou                                 | 36                                     | 36                                     |
| 51                                                                   | MUR                                    | Moermansk                              | 144.900                                | 892.534                                | Russisch                               | Moermansk                              | 5                                      | 14                                     |
| 52                                                                   | NIZ                                    | Nizjni Novgorod                        | 76.900                                 | 3.524.028                              | Russisch                               | Nizjni Novgorod                        | 48                                     | 4                                      |
| 53                                                                   | NGR                                    | Novgorod                               | 55.300                                 | 694.355                                | Russisch                               | Veliki Novgorod                        | 21                                     | 1                                      |
| 54                                                                   | NVS                                    | Novosibirsk                            | 178.200                                | 2.692.251                              | Russisch                               | Novosibirsk                            | 30                                     | 5                                      |
| 55                                                                   | OMS                                    | Omsk                                   | 139.700                                | 2.079.220                              | Russisch                               | Omsk                                   | 32                                     | 1                                      |
| 56                                                                   | ORE                                    | Orenburg                               | 124.000                                | 2.179.551                              | Russisch                               | Orenburg                               |                                        |                                        |
| 57                                                                   | ORL                                    | Orjol                                  | 24.700                                 | 860.262                                | Russisch                               | Orjol                                  | 24                                     | 3                                      |
| 58                                                                   | PNZ                                    | Penza                                  | 43.200                                 | 1.452.941                              | Russisch                               | Penza                                  | 28                                     | 5                                      |
| 60                                                                   | PSK                                    | Pskov                                  | 55.300                                 | 760.810                                | Russisch                               | Pskov                                  | 24                                     | 2                                      |
| 61                                                                   | ROS                                    | Rostov                                 | 100.800                                | 4.404.013                              | Russisch                               | Rostov aan de Don                      | 43                                     | 12                                     |
| 62                                                                   | RYA                                    | Rjazan                                 | 39.600                                 | 1.227.910                              | Russisch                               | Rjazan                                 | 25                                     | 4                                      |
| 63                                                                   | SAM                                    | Samara                                 | 53.600                                 | 3.239.737                              | Russisch                               | Samara                                 | 27                                     | 10                                     |
| 64                                                                   | SAR                                    | Saratov                                | 100.200                                | 2.668.310                              | Russisch                               | Saratov                                | 38                                     | 4                                      |
| 65                                                                   | SAK                                    | Sachalin                               | 87.100                                 | 546.695                                | Russisch                               | Joezjno-Sachalinsk                     | 2                                      | 17                                     |
| 66                                                                   | SVE                                    | Sverdlovsk                             | 194.800                                | 4.486.214                              | Russisch                               | Jekaterinenburg                        | 5                                      | 67                                     |
| 67                                                                   | SMO                                    | Smolensk                               | 49.800                                 | 1.049.574                              | Russisch                               | Smolensk                               | 25                                     | 2                                      |
| 68                                                                   | TAM                                    | Tambov                                 | 34.300                                 | 1.178.443                              | Russisch                               | Tambov                                 | 23                                     | 7                                      |
| 69                                                                   | TVE                                    | Tver                                   | 84.100                                 | 1.471.459                              | Russisch                               | Tver                                   | 36                                     | 7                                      |
| 70                                                                   | TOM                                    | Tomsk                                  | 316.900                                | 1.046.039                              | Russisch                               | Tomsk                                  | 16                                     | 4                                      |
| 71                                                                   | TUL                                    | Toela                                  | 25.700                                 | 1.675.758                              | Russisch                               | Toela                                  | 23                                     | 3                                      |
| 72                                                                   | TYU                                    | Tjoemen                                | 1.435.200                              | 3.264.841                              | Russisch                               | Tjoemen                                | 21                                     | 5                                      |
| 73                                                                   | ULY                                    | Oeljanovsk                             | 37.300                                 | 1.382.811                              | Russisch                               | Oeljanovsk                             | 21                                     | 4                                      |
| 74                                                                   | CHE                                    | Tsjeljabinsk                           | 87.900                                 | 3.603.339                              | Russisch                               | Tsjeljabinsk                           | 27                                     | 16                                     |
| 76                                                                   | YAR                                    | Jaroslavl                              | 36.400                                 | 1.367.398                              | Russisch                               | Jaroslavl                              | 17                                     | 3                                      |
| Federale steden - федеральные города - federalnye goroda             |                                        |                                        |                                        |                                        |                                        |                                        |                                        |                                        |
| 77                                                                   | MOW                                    | Moskou                                 | 1.064                                  | 10.382.754                             | Russisch                               |                                        | 125                                    |                                        |
| 78                                                                   | SPE                                    | Sint-Petersburg                        | 1.433                                  | 4.661.219                              | Russisch                               |                                        | 111                                    |                                        |
| Autonome oblast - автономная область - avtonomnaja oblast            |                                        |                                        |                                        |                                        |                                        |                                        |                                        |                                        |
| 79                                                                   | YEV                                    | Joods Autonoom Gebied                  | 36.000                                 | 190.915                                | Jiddisch                               | Birobidzjan                            | 5                                      | 1                                      |
| Autonome districten - автономные округа - avtonomnye okroega         |                                        |                                        |                                        |                                        |                                        |                                        |                                        |                                        |
| 83                                                                   | NEN                                    | Nenetsië                               | 176.700                                | 41.546                                 | Nenets                                 | Narjan-Mar                             | 1                                      | 1                                      |
| 86                                                                   | KHM                                    | Chanto-Mansië                          | 523.100                                | 1.432.817                              | Chantisch & Wogoels                    | Chanty-Mansiejsk                       | 9                                      | 13                                     |
| 87                                                                   | CHU                                    | Tsjoekotka                             | 737.700                                | 53.824                                 | Tsjoektsjisch                          | Anadyr                                 | 8                                      | 1                                      |
| 89                                                                   | YAN                                    | Jamalië                                | 507.000                                | 507.006                                | Nenets                                 | Salechard                              | 7                                      | 6                                      |

Opgeheven deelgebieden
| Nr. | Code | Deelgebied          | Bestuurlijk centrum | Jaar | Nu               |
| --- | ---- | ------------------- | ------------------- | ---- | ---------------- |
| 59  | PER  | oblast Perm         | Perm                | 2005 | kraj Perm        |
| 75  | CHI  | Oblast Tsjita       | Tsjita              | 2008 | kraj Transbaikal |
| 80  | AGB  | Aga-Boerjatië       | Aginskoje           | 2008 | kraj Transbaikal |
| 81  | KOP  | Permjakië           | Koedymkar           | 2005 | kraj Perm        |
| 83  | KOR  | Korjakië            | Palana              | 2007 | kraj Kamtsjatka  |
| 84  | TAY  | Tajmyr              | Doedinka            | 2007 | kraj Krasnojarsk |
| 85  | UOB  | Oest-Orda Boerjatië | Oest-Ordynski       | 2008 | oblast Irkoetsk  |
| 88  | EVE  | Evenkië             | Toera               | 2007 | kraj Krasnojarsk |